# Volta Limburg Classic 2019
La Volta Limburg Classic 2019, quarantaseiesima edizione della corsa, valevole come evento dell'UCI Europe Tour 2019 categoria 1.1, si svolse il 6 aprile 2019 su un percorso di 192,1 km, con partenza e arrivo a Eijsden, nei Paesi Bassi. La vittoria fu appannaggio dell'elvetico Patrick Müller, che completò il percorso in 4h 53' 11" alla media di 39,313 km/h precedendo il francese Justin Jules e il belga Ben Hermans.
Al traguardo di Eijsden furono 80 i ciclisti, dei 160 alla partenza, che portarono a termine la competizione.

## Squadre e corridori partecipanti
| N.      | Cod. | Squadra                     |
| ------- | ---- | --------------------------- |
| 1-7     | ROC  | Roompot-Charles             |
| 11-17   | ICA  | Israel Cycling Academy      |
| 21-26   | RIW  | Riwal Readynez Cycling Team |
| 31-37   | SVB  | Sport Vlaanderen-Baloise    |
| 41-47   | VCB  | Vital Concept-B&B Hotels    |
| 51-57   | WGG  | Wanty-Gobert Cycling Team   |
| 61-67   | WVA  | Wallonie Bruxelles          |
| 71-77   | ALE  | Alecto Cyclingteam          |
| 81-87   | BRT  | BEAT Cycling Club           |
| 91-97   | MET  | Metec-TKH CC p/b Mantel     |
| 101-107 | MTA  | Monkey Town-à Block CT      |
| 111-117 | VLA  | Vlasman CT                  |

| N.      | Cod. | Squadra                 |
| ------- | ---- | ----------------------- |
| 121-127 | DHB  | Canyon DHB-Bloor Homes  |
| 131-136 | DSU  | Development Team Sunweb |
| 141-147 | LPC  | Leopard Pro Cycling     |
| 151-157 | MGT  | Madison Genesis         |
| 161-167 | TIS  | Tarteletto-Isorex       |
| 171-177 | CIB  | Cibel                   |
| 181-187 | CCD  | Team Differdange GeBa   |
| 191-196 | LKH  | Team Lotto-Kern Haus    |
| 201-207 | WAO  | Team Waoo               |
| 211-217 | CDT  | CCC Development Team    |
| 221-227 | JFN  | Joker Fuel of Norway    |
| 231-237 | BAI  | Bike Aid                |

## Ordine d'arrivo (Top 10)
| Pos. | Corridore          | Squadra       | Tempo    |
| ---- | ------------------ | ------------- | -------- |
| 1    | Patrick Müller     | Vital Conc.   | 4h53'11" |
| 2    | Justin Jules       | Wallonie      | s.t.     |
| 3    | Ben Hermans        | Israel        | a 4"     |
| 4    | Quentin Pacher     | Vital Concept | a 25"    |
| 5    | Rasmus Guldhammer  | Waoo          | a 29"    |
| 6    | Ole Forfang        | Joker         | a 50"    |
| 7    | Lennert Teugels    | Cibel         | a 52"    |
| 8    | Kevin Deltombe     | Sport Vl.     | s.t.     |
| 9    | Mathijs Paasschens | Wallonie      | s.t.     |
| 10   | Piotr Havik        | BEAT          | s.t.     |